# Pique Dame (Erzählung)
Pique Dame (russisch Пиковая дама) ist eine Erzählung von Alexander Puschkin. Sie diente als Vorlage für die gleichnamige Oper von Pjotr Iljitsch Tschaikowski. Die Erzählung wurde 1834 veröffentlicht.

## Handlung
Der junge Pionieroffizier Hermann, Sohn eines russifizierten Deutschen, lebt sparsam und bescheiden. Bei einer durchspielten Nacht erzählt ihm Tomski von seiner Großmutter, der Gräfin, welche vor Jahrzehnten in Paris von Graf von Saint Germain das Geheimnis erfuhr, wie man drei Gewinnkarten beim Pharospiel voraussehen kann.
Hermann sucht die Nähe der Gräfin. Dazu macht er sich an Lisaweta, ihre Gesellschafterin, heran. Bei einem heimlichen Treffen schleicht er sich jedoch in das Zimmer der Gräfin. Er fleht sie an, ihm das Geheimnis zu verraten, droht ihr, doch sie schweigt. Als sie in seiner Hand eine ungeladene Pistole entdeckt, stirbt sie vor Schreck an einem Herzanfall. Auf der Beerdigung hat Hermann eine Vision. Ihm scheint, dass die Verstorbene ihm einen Blick zuwirft. Abends erscheint ihm der Geist der Gräfin und eröffnet ihm, dass die Drei, die Sieben und das Ass ihm den Gewinn bringen werden.
In den nächsten Tagen drehen sich alle seine Gedanken um die drei verheißungsvollen Karten. Als der Kartenspieler Tschekalinskij nach Sankt Petersburg kommt, bittet ihn Hermann um ein Spiel und setzt all seine Ersparnisse auf die Drei, die auch gewinnt. Am nächsten Tag setzt er alles auf die Sieben und gewinnt erneut. Am dritten Tag setzt er ungefähr zweihunderttausend Rubel auf das (wie er meint) Ass, das auch gewinnt, doch statt auf das Ass hat Hermann aus Versehen auf die Pique Dame gesetzt, damit verliert er sein komplettes Vermögen. Hermann scheint es, dass die Karte die Gesichtszüge der Gräfin hat und ihn hämisch angrinst. Er verliert den Verstand und murmelt ständig „Drei, Sieben, Ass. Drei, Sieben, Dame.“

## Hintergrund
Das Vorbild für die Figur der – in der Erzählung namenlos bleibenden – Gräfin war möglicherweise die russische Aristokratin Natalja Golizyna, von deren Großneffen Puschkin die Inspiration zu seiner Geschichte bekommen haben soll.

## Hörspiele
- 1946: Pique Dame – Produktion: SDR; Bearbeitung: Hans Sattler, Regie: Cläre Schimmel.
- 1946: Pique Dame – Produktion: MDR (1946–1952); Bearbeitung: Hans Georg Stamm, Regie: Alfred Kranz.
- 1950: Pique-Dame – Produktion: BR; Bearbeitung: Gerda Corbett, Komposition: Herbert Jarczyk, Regie: Heinz-Günter Stamm.
- 1951: Pique Dame – Produktion: ORF Wien; Regie: Franz Josef Engel.
- 1956: Pique Dame – Produktion: ORF Oberösterreich; Komposition: Karl Peter Pietsch, Bearbeitung und Regie: Ferry Bauer.

## Verfilmungen
- 1910 Russland: Пиковая дама – Pikowaja Dama, Regie: Pjotr Tschardynin
- 1916 Russland: Пиковая дама – Pikowaja Dama, Regie: Jakow Protasanow
- 1918 Deutschland: Pique Dame, Regie: Arthur Wellin
- 1927 Deutschland: Pique Dame, Regie: Alexander Rasumny
- 1949 Großbritannien: Pique Dame (The Queen of Spades), Regie: Thorold Dickinson
- 1960 Sowjetunion: Pique Dame (Пиковая дама – Pikowaja Dama), Regie: Roman Tichomirow
- 1981 BR Deutschland: Pique Dame
- 1982 Sowjetunion: Pique Dame (Пиковая дама – Pikowaja Dama), Regie: Igor Maslennikow
- 2016 Russland: Дама пик – Dama Pik, Regie: Pawel Lungin

## Aktuelle Ausgaben
- Alexander Puschkin: Pique Dame, russisch/deutsch, übersetzt und Nachwort von Kay Borowsky. Reclam, Stuttgart 2014, ISBN 978-3-15-001613-8 (= Reclams Universal-Bibliothek, Band 1613).
- Alexander S. Puschkin: Pique Dame, übersetzt und mit einer Vorbemerkung und einem Nachwort von Joachim Britze. JMB, Hannover, 2023, ISBN 978-3-95945-049-2 (= Kabinett der Phantasten, Band 112).
- Alexander Puschkin: Pique Dame. Hörbuch, 1 Stunde, 5 Minuten, 1 CD, ungekürzte Lesung von Markus Hoffmann. Argon, Berlin 2004, ISBN 978-3-87024-829-1.